# مهرجان شيكاغو السينمائي الدولي
مهرجان شيكاغو السينمائي الدولي (بالإنجليزية: Chicago International Film Festival)‏ هو مهرجان دولي سنوي يعقد كل خريف, تأسس عام 1964.

## أقسام المسابقة
تضم المسابقة 15 قسم، وهي المسابقة الرسمية للمهرجان والتي يتنافس بها 20 فيلم من أكثر من 15 دولة حول العالم، قسم مسابقة المخرجين الجدد وينافس بها 21 مخرج بواقع 21 فيلم روائي طويل، وقسم مسابقة الأفلام الوثائقية ويُشارك بها 21 فيلم وثائقي.